# Географија Анголе
Ангола се налази на западној обали Атлантика јужне Африке између Намибије и Републике Конго. Такође се граничи са Демократском Републиком Конго и Замбијом на истоку. Земља се састоји од слабо заливене и донекле стерилне обалне равнице која се протеже у унутрашњост на удаљености која варира од 50 до 160 км. Нешто у унутрашњости и паралелно са обалом је појас брда и планина а иза њих велика висораван. Укупна површина земљишта је 1.246,700 км².

## Геологија
У Анголи постоје три региона стенских формација: приморска зона, средња зона формирана низом брда мање-више паралелних са обалом и централна висораван.
Централни плато се састоји од древних кристалних стена са гранитима прекривеним нефосилним пешчарима и конгломератима палеозојске старости. Издаци су углавном скривени испод латерита. Средња зона је састављена углавном од кристалних стена са гранитима и неким палеозојским нефосилним стенама. Литорална зона садржи једине фосилне слојеве. Они су из терцијарног и креденог доба, а последње стене почивају на црвенкастом пешчару старијег датума. Стене терцијарног доба сусрећу се у Домбе Гранде, Намибе и близу Луанде. За пешчаре са гипсом, бакром и сумпором Домбе се сумња да су тријаске старости. Недавне еруптивне стене, углавном базалти, формирају линију брда готово без вегетације између Бенгуеле и Намиба. Нефелински базалти и липарити се налазе у Домбе Грандеу. Присуство гуми копала у знатним количинама у површинским стенама карактеристично је за одређене регионе.
Геологија западне обале Анголе везују се за отварање јужног Атлантика које је почело у раној креди и наставило се све до еоцена, што се огледа у фосилној фауни бескичмењака и кичмењака. Рудник дијаманата у Катоки сачувао је неочекиване древне трагове диносауруса, сисара и крокодиломорфа са 128 милиона година.
 

## Клима
Као и остатак тропске Африке, Ангола доживљава различите, наизменично кишне и сушне сезоне. На северу, кишна сезона може трајати чак седам месеци - обично од септембра до априла, уз можда кратко смањење у јануару или фебруару. На југу кишна сезона почиње касније, у новембру, и траје отприлике до фебруара. Суву сезону често карактерише јака јутарња магла. Генерално, падавине су веће на северу, али су на било којој географској ширини веће у унутрашњости него уз обалу и повећавају се са висином. Температуре падају са растојањем од екватора и са висином и имају тенденцију раста ближе Атлантском океану. Тако је у месту Сојо, на ушћу реке Конго, просечна годишња температура око 26 °C, али је испод 16 °C у Хуамбоу на умереној централној висоравни. Најхладнији месеци су јул и август (усред сушне сезоне), када се мраз понекад може формирати на већим надморским висинама.

### Примери
| Клима Хуамба (1941–1970)      | Клима Хуамба (1941–1970) | Клима Хуамба (1941–1970) | Клима Хуамба (1941–1970) | Клима Хуамба (1941–1970) | Клима Хуамба (1941–1970) | Клима Хуамба (1941–1970) | Клима Хуамба (1941–1970) | Клима Хуамба (1941–1970) | Клима Хуамба (1941–1970) | Клима Хуамба (1941–1970) | Клима Хуамба (1941–1970) | Клима Хуамба (1941–1970) | Клима Хуамба (1941–1970) |
| Показатељ \ Месец             | .Јан.                    | .Феб.                    | .Мар.                    | .Апр.                    | .Мај.                    | .Јун.                    | .Јул.                    | .Авг.                    | .Сеп.                    | .Окт.                    | .Нов.                    | .Дец.                    | .Год.                    |
| ----------------------------- | ------------------------ | ------------------------ | ------------------------ | ------------------------ | ------------------------ | ------------------------ | ------------------------ | ------------------------ | ------------------------ | ------------------------ | ------------------------ | ------------------------ | ------------------------ |
| Апсолутни максимум, °C (°F)   | 31,2 (88,2)              | 31,1 (88)                | 29,8 (85,6)              | 29,5 (85,1)              | 29,0 (84,2)              | 28,4 (83,1)              | 28,5 (83,3)              | 30,9 (87,6)              | 32,0 (89,6)              | 32,0 (89,6)              | 30,7 (87,3)              | 30,4 (86,7)              | 32,0 (89,6)              |
| Максимум, °C (°F)             | 24,9 (76,8)              | 25,2 (77,4)              | 25,0 (77)                | 25,5 (77,9)              | 25,4 (77,7)              | 24,6 (76,3)              | 25,0 (77)                | 27,2 (81)                | 28,7 (83,7)              | 27,3 (81,1)              | 25,2 (77,4)              | 24,9 (76,8)              | 25,7 (78,3)              |
| Просек, °C (°F)               | 19,8 (67,6)              | 19,8 (67,6)              | 19,8 (67,6)              | 19,6 (67,3)              | 18,0 (64,4)              | 16,2 (61,2)              | 16,6 (61,9)              | 18,8 (65,8)              | 21,0 (69,8)              | 20,8 (69,4)              | 19,8 (67,6)              | 19,8 (67,6)              | 19,2 (66,6)              |
| Минимум, °C (°F)              | 14,4 (57,9)              | 14,2 (57,6)              | 14,4 (57,9)              | 13,7 (56,7)              | 10,5 (50,9)              | 7,8 (46)                 | 7,9 (46,2)               | 10,3 (50,5)              | 13,0 (55,4)              | 14,2 (57,6)              | 14,3 (57,7)              | 14,3 (57,7)              | 12,4 (54,3)              |
| Апсолутни минимум, °C (°F)    | 8,9 (48)                 | 8,4 (47,1)               | 9,3 (48,7)               | 7,4 (45,3)               | 4,6 (40,3)               | 2,1 (35,8)               | 2,0 (35,6)               | 4,7 (40,5)               | 7,7 (45,9)               | 9,4 (48,9)               | 7,5 (45,5)               | 9,2 (48,6)               | 2,0 (35,6)               |
| Количина падавина, mm (in)    | 220 (8,66)               | 179 (7,05)               | 239 (9,41)               | 146 (5,75)               | 14 (0,55)                | 0 (0)                    | 0 (0)                    | 1 (0,04)                 | 19 (0,75)                | 119 (4,69)               | 227 (8,94)               | 234 (9,21)               | 1,398 (55,04)            |
| Дани са падавинама (≥ 0.1 mm) | 20                       | 17                       | 22                       | 14                       | 3                        | 0                        | 0                        | 0                        | 4                        | 16                       | 21                       | 21                       | 138                      |
| Релативна влажност, %         | 72                       | 67                       | 73                       | 66                       | 48                       | 38                       | 33                       | 29                       | 38                       | 57                       | 69                       | 71                       | 55                       |
| Сунчани сати — месечни просек | 142,6                    | 141,3                    | 142,6                    | 171,0                    | 241,8                    | 270,0                    | 269,7                    | 254,2                    | 201,0                    | 164,3                    | 135,0                    | 139,5                    | 2.273                    |
| Сунчани сати — дневни просек  | 4,6                      | 5,0                      | 4,6                      | 5,7                      | 7,8                      | 9,0                      | 8,7                      | 8,2                      | 6,7                      | 5,3                      | 4,5                      | 4,5                      | 6,2                      |
| Извор: Deutscher Wetterdienst |                          |                          |                          |                          |                          |                          |                          |                          |                          |                          |                          |                          |                          |

| Клима Лубанга (1931–1960)     | Клима Лубанга (1931–1960) | Клима Лубанга (1931–1960) | Клима Лубанга (1931–1960) | Клима Лубанга (1931–1960) | Клима Лубанга (1931–1960) | Клима Лубанга (1931–1960) | Клима Лубанга (1931–1960) | Клима Лубанга (1931–1960) | Клима Лубанга (1931–1960) | Клима Лубанга (1931–1960) | Клима Лубанга (1931–1960) | Клима Лубанга (1931–1960) | Клима Лубанга (1931–1960) |
| Показатељ \ Месец             | .Јан.                     | .Феб.                     | .Мар.                     | .Апр.                     | .Мај.                     | .Јун.                     | .Јул.                     | .Авг.                     | .Сеп.                     | .Окт.                     | .Нов.                     | .Дец.                     | .Год.                     |
| ----------------------------- | ------------------------- | ------------------------- | ------------------------- | ------------------------- | ------------------------- | ------------------------- | ------------------------- | ------------------------- | ------------------------- | ------------------------- | ------------------------- | ------------------------- | ------------------------- |
| Апсолутни максимум, °C (°F)   | 30,1 (86,2)               | 30,7 (87,3)               | 30,1 (86,2)               | 29,1 (84,4)               | 29,8 (85,6)               | 28,1 (82,6)               | 27,7 (81,9)               | 30,1 (86,2)               | 31,4 (88,5)               | 34,4 (93,9)               | 32,0 (89,6)               | 31,1 (88)                 | 34,4 (93,9)               |
| Максимум, °C (°F)             | 25,0 (77)                 | 24,6 (76,3)               | 24,6 (76,3)               | 24,9 (76,8)               | 24,8 (76,6)               | 23,6 (74,5)               | 24,2 (75,6)               | 26,2 (79,2)               | 28,2 (82,8)               | 28,0 (82,4)               | 26,3 (79,3)               | 25,3 (77,5)               | 25,5 (77,9)               |
| Просек, °C (°F)               | 19,0 (66,2)               | 18,8 (65,8)               | 18,8 (65,8)               | 18,7 (65,7)               | 17,3 (63,1)               | 15,8 (60,4)               | 16,2 (61,2)               | 18,6 (65,5)               | 20,8 (69,4)               | 20,7 (69,3)               | 19,8 (67,6)               | 19,2 (66,6)               | 18,6 (65,5)               |
| Минимум, °C (°F)              | 13,1 (55,6)               | 12,9 (55,2)               | 13,0 (55,4)               | 12,5 (54,5)               | 9,8 (49,6)                | 7,9 (46,2)                | 8,3 (46,9)                | 11,0 (51,8)               | 13,4 (56,1)               | 13,4 (56,1)               | 13,2 (55,8)               | 13,2 (55,8)               | 11,8 (53,2)               |
| Апсолутни минимум, °C (°F)    | 5,3 (41,5)                | 5,4 (41,7)                | 2,0 (35,6)                | 3,2 (37,8)                | 0,6 (33,1)                | −1,0 (30,2)               | −1,0 (30,2)               | 0,0 (32)                  | 4,6 (40,3)                | 4,1 (39,4)                | 5,1 (41,2)                | 3,9 (39)                  | −1,0 (30,2)               |
| Количина падавина, mm (in)    | 139,7 (5,5)               | 152,8 (6,016)             | 171,6 (6,756)             | 93,5 (3,681)              | 5,5 (0,217)               | 0,1 (0,004)               | 0,0 (0)                   | 0,4 (0,016)               | 4,3 (0,169)               | 70,4 (2,772)              | 118,0 (4,646)             | 152,6 (6,008)             | 909,0 (35,787)            |
| Дани са падавинама (≥ 0.1 mm) | 15                        | 14                        | 17                        | 10                        | 1                         | 0                         | 0                         | 0                         | 2                         | 10                        | 14                        | 17                        | 100                       |
| Релативна влажност, %         | 65                        | 67                        | 69                        | 63                        | 47                        | 40                        | 34                        | 30                        | 33                        | 49                        | 59                        | 63                        | 52                        |
| Сунчани сати — месечни просек | 164,3                     | 163,9                     | 173,6                     | 204,0                     | 272,8                     | 285,0                     | 282,1                     | 282,1                     | 240,0                     | 213,9                     | 207,0                     | 201,5                     | 2.690,2                   |
| Сунчани сати — дневни просек  | 5,3                       | 5,8                       | 5,6                       | 6,8                       | 8,8                       | 9,5                       | 9,1                       | 9,1                       | 8,0                       | 6,9                       | 6,9                       | 6,5                       | 7,4                       |
| Извор: Deutscher Wetterdienst |                           |                           |                           |                           |                           |                           |                           |                           |                           |                           |                           |                           |                           |

| Клима Лобита                                         | Клима Лобита | Клима Лобита | Клима Лобита  | Клима Лобита | Клима Лобита | Клима Лобита | Клима Лобита | Клима Лобита | Клима Лобита | Клима Лобита | Клима Лобита | Клима Лобита | Клима Лобита   |
| Показатељ \ Месец                                    | .Јан.        | .Феб.        | .Мар.         | .Апр.        | .Мај.        | .Јун.        | .Јул.        | .Авг.        | .Сеп.        | .Окт.        | .Нов.        | .Дец.        | .Год.          |
| ---------------------------------------------------- | ------------ | ------------ | ------------- | ------------ | ------------ | ------------ | ------------ | ------------ | ------------ | ------------ | ------------ | ------------ | -------------- |
| Апсолутни максимум, °C (°F)                          | 35,0 (95)    | 35,0 (95)    | 34,4 (93,9)   | 35,6 (96,1)  | 33,3 (91,9)  | 33,3 (91,9)  | 28,9 (84)    | 29,4 (84,9)  | 28,3 (82,9)  | 30,6 (87,1)  | 33,9 (93)    | 32,8 (91)    | 35,6 (96,1)    |
| Максимум, °C (°F)                                    | 28,3 (82,9)  | 29,4 (84,9)  | 30,6 (87,1)   | 30,0 (86)    | 28,3 (82,9)  | 25,6 (78,1)  | 23,3 (73,9)  | 23,3 (73,9)  | 24,4 (75,9)  | 26,1 (79)    | 28,3 (82,9)  | 28,3 (82,9)  | 27,2 (81)      |
| Просек, °C (°F)                                      | 25,3 (77,5)  | 26,4 (79,5)  | 27,2 (81)     | 27,0 (80,6)  | 25,0 (77)    | 22,2 (72)    | 20,3 (68,5)  | 20,0 (68)    | 21,4 (70,5)  | 23,3 (73,9)  | 25,3 (77,5)  | 25,3 (77,5)  | 24,1 (75,4)    |
| Минимум, °C (°F)                                     | 22,2 (72)    | 23,3 (73,9)  | 23,9 (75)     | 23,9 (75)    | 21,6 (70,9)  | 18,9 (66)    | 17,2 (63)    | 16,7 (62,1)  | 18,3 (64,9)  | 20,6 (69,1)  | 22,2 (72)    | 22,2 (72)    | 20,9 (69,6)    |
| Апсолутни минимум, °C (°F)                           | 13,3 (55,9)  | 16,1 (61)    | 18,9 (66)     | 18,3 (64,9)  | 13,9 (57)    | 12,8 (55)    | 10,6 (51,1)  | 11,7 (53,1)  | 12,8 (55)    | 13,9 (57)    | 16,1 (61)    | 17,2 (63)    | 10,6 (51,1)    |
| Количина падавина, mm (in)                           | 20,3 (0,799) | 38,1 (1,5)   | 119,4 (4,701) | 53,3 (2,098) | 2,5 (0,098)  | 0,0 (0)      | 0,0 (0)      | 1,3 (0,051)  | 2,5 (0,098)  | 30,5 (1,201) | 25,4 (1)     | 61,0 (2,402) | 354,0 (13,937) |
| Извор: Sistema de Clasificación Bioclimática Mundial |              |              |               |              |              |              |              |              |              |              |              |              |                |

| Клима Луене (1940–1960)       | Клима Луене (1940–1960) | Клима Луене (1940–1960) | Клима Луене (1940–1960) | Клима Луене (1940–1960) | Клима Луене (1940–1960) | Клима Луене (1940–1960) | Клима Луене (1940–1960) | Клима Луене (1940–1960) | Клима Луене (1940–1960) | Клима Луене (1940–1960) | Клима Луене (1940–1960) | Клима Луене (1940–1960) | Клима Луене (1940–1960) |
| Показатељ \ Месец             | .Јан.                   | .Феб.                   | .Мар.                   | .Апр.                   | .Мај.                   | .Јун.                   | .Јул.                   | .Авг.                   | .Сеп.                   | .Окт.                   | .Нов.                   | .Дец.                   | .Год.                   |
| ----------------------------- | ----------------------- | ----------------------- | ----------------------- | ----------------------- | ----------------------- | ----------------------- | ----------------------- | ----------------------- | ----------------------- | ----------------------- | ----------------------- | ----------------------- | ----------------------- |
| Апсолутни максимум, °C (°F)   | 32,7 (90,9)             | 32,4 (90,3)             | 32,0 (89,6)             | 33,4 (92,1)             | 32,0 (89,6)             | 31,0 (87,8)             | 30,0 (86)               | 33,5 (92,3)             | 35,0 (95)               | 34,3 (93,7)             | 34,0 (93,2)             | 32,4 (90,3)             | 35 (95)                 |
| Максимум, °C (°F)             | 26,9 (80,4)             | 27,0 (80,6)             | 26,8 (80,2)             | 27,3 (81,1)             | 27,1 (80,8)             | 25,7 (78,3)             | 26,2 (79,2)             | 28,8 (83,8)             | 30,8 (87,4)             | 29,6 (85,3)             | 27,3 (81,1)             | 26,9 (80,4)             | 27,53 (81,55)           |
| Просек, °C (°F)               | 21,8 (71,2)             | 21,7 (71,1)             | 21,6 (70,9)             | 21,4 (70,5)             | 19,4 (66,9)             | 17,2 (63)               | 17,4 (63,3)             | 20,0 (68)               | 22,6 (72,7)             | 22,9 (73,2)             | 21,8 (71,2)             | 21,6 (70,9)             | 20,78 (69,41)           |
| Минимум, °C (°F)              | 16,6 (61,9)             | 16,4 (61,5)             | 16,3 (61,3)             | 15,5 (59,9)             | 11,8 (53,2)             | 8,8 (47,8)              | 8,7 (47,7)              | 11,5 (52,7)             | 14,5 (58,1)             | 16,2 (61,2)             | 16,2 (61,2)             | 16,4 (61,5)             | 14,07 (57,33)           |
| Апсолутни минимум, °C (°F)    | 11,0 (51,8)             | 10,7 (51,3)             | 12,3 (54,1)             | 9,1 (48,4)              | 3,9 (39)                | 3,1 (37,6)              | 2,7 (36,9)              | 4,6 (40,3)              | 8,7 (47,7)              | 11,0 (51,8)             | 11,0 (51,8)             | 11,5 (52,7)             | 2,7 (36,9)              |
| Количина падавина, mm (in)    | 226 (8,9)               | 192 (7,56)              | 198 (7,8)               | 99 (3,9)                | 6 (0,24)                | 0 (0)                   | 0 (0)                   | 2 (0,08)                | 20 (0,79)               | 90 (3,54)               | 169 (6,65)              | 217 (8,54)              | 1,219 (48)              |
| Дани са падавинама (≥ 0.1 mm) | 22                      | 20                      | 23                      | 12                      | 2                       | 0                       | 0                       | 0                       | 3                       | 13                      | 20                      | 23                      | 138                     |
| Релативна влажност, %         | 77                      | 77                      | 77                      | 71                      | 57                      | 47                      | 42                      | 39                      | 44                      | 61                      | 74                      | 77                      | 61,9                    |
| Сунчани сати — месечни просек | 130,2                   | 130,0                   | 142,6                   | 192,0                   | 263,5                   | 270,0                   | 285,2                   | 269,7                   | 213,0                   | 176,7                   | 135,0                   | 124,0                   | 2.331,9                 |
| Сунчани сати — дневни просек  | 4,2                     | 4,6                     | 4,6                     | 6,4                     | 8,5                     | 9,0                     | 9,2                     | 8,7                     | 7,1                     | 5,7                     | 4,5                     | 4,0                     | 6,38                    |
| Извор: Deutscher Wetterdienst |                         |                         |                         |                         |                         |                         |                         |                         |                         |                         |                         |                         |                         |

## Терен
Ангола има четири главна природна региона: сушну обалску низију, која се протеже од Намибије до Луанде и коју карактеришу ниске равнице и терасе; зелена брда и планине, које се уздижу у унутрашњост од обале у велику стрмину; велико подручје високих унутрашњих равница суве саване, које се назива висока висораван, која се протеже источно и југоисточно од обронка; и кишне шуме на северу и у Кабинди. Највиша тачка у Анголи је Моро де Моко, на 2.620 m.

### Приморска низина
Обала је највећим делом равна, са повременим ниским литицама и стрмовима црвеног пешчара. Постоји само један дубоки улаз у море - Велики рибљи залив. Северније су Лука Александер, залив Литл Фиш и залив Лобито, док су плићи заливи бројни. Залив Лобито има довољно воде да омогући великим бродовима да се истоваре близу обале.  Приморска низија издиже се од мора у низу ниских тераса. Овај регион варира у ширини од око 25 км у близини Бенгуела на више од 150 км у долини реке Куанза јужно од главног града Анголе, Луанде, и значајно се разликује од планинског масива Анголе. Хладна Бенгуелска струја Атлантског океана која тече ка северу значајно смањује падавине дуж обале, чинећи регион релативно сушним или скоро тако јужно од Бенгуела (где чини северни продужетак пустиње Намиб), и прилично сувим чак и у њеним северним крајевима. Чак и тамо где, као у околини Луанде, просечна годишња количина падавина може бити и педесетак центиметара, није неуобичајено да кише престану. С обзиром на овај образац падавина, крајњи југ је обележен пешчаним динама, које уступају место сувом шикари дуж средње обале. Делови северне приморске равнице прекривени су густим грмљем.

### Брда и планине
Прилаз великој централној висоравни Африке обележен је западно-централним висоравни, низом неправилних стрмина паралелних са обалом на удаљеностима у распону од 20 до 100 км унутрашњост. Река Куанза дели планинску зону на два дела. Северни део се постепено уздиже од приобалног појаса до просечне надморске висине од 500 m, са врховима од 1.000 до 1.800 m. Јужно од реке Куанза, брда се нагло уздижу из обалних низина и формирају високу стрмину, која се протеже од тачке источно од Луанде и протеже се јужно кроз Намибију. Највиши врх је Моко, и стрмина је најстрмија на крајњем југу у планинском ланцу Сера да Кела. У провинцији Бенгела друге високе тачке су Ловити, на 12° 5' ЈГШ и планини Елонга. Јужно од Куанзе је вулканска планина Какуло-Кабаза.

### Висока висораван
Висока висораван, са надморском висином од 1.200 до 1.800 m, лежи источно од брда и планина и доминира тереном Анголе. Површина висоравни је обично равна или валовита, али делови висоравни Бенгела и области Хумпата висоравни на висоравни Хуфла на југу достижу висину од 2.500 m и више. Малањска висораван на северу ретко прелази 1.000 m (3.300 ft) по висини. Висораван Бенгуела и приобално подручје у непосредној околини Бенгела и Лобита, висораван Бие, висораван Малање и мали део висоравни Хуфла у близини града Лубанга дуго су били међу најгушће насељеним подручјима у Анголи.

## Одводњавање
Река Замбези и неколико притока реке Конго имају изворе у Анголи. Велики број река извире из централних висоравни, али су њихови обрасци тока разнолики и њихови крајњи испусти су различити. Један број тече мање-више западним током до Атлантског океана, обезбеђујући воду за наводњавање у сувом обалном појасу и потенцијал за хидроелектрану, од којих су само неки реализовани до 1988. Две најважније реке Анголе, Кванза и Кунене, иду индиректнијим путем ка Атлантику, Кванза тече на север, а Кунене на југ пре него што скрене на запад. Кванза је једина река у потпуности унутар Анголе која је пловна — скоро 200 km од њеног ушћа — чамцима комерцијално или војно значајне величине. Река Конго, чије ушће и западни крај чине мали део северне границе Анголе са Заиром, такође је пловна.
Северно од Лунда Дивиде Кванго и многи други потоци теку северно од висоравни да би се придружили реци Казаи (једној од највећих притока Конга), која се у свом горњем току формира за читавих 480 км граница између Анголе и Конга.  Јужно од поделе неке реке се уливају у систем реке Замбези и одатле у Индијски океан, друге у реку Окаванго (како се река Кубанго назива дуж границе са Намибијом и у Боцвани), а одатле у мочвару Окаванго у Боцвани. Притоке реке Кубанго и неколико јужних река које теку у Атлантик су сезонске, потпуно суве већи део године.

## Коришћење земљишта и опасности
Природни ресурси: нафта, дијаманти, гвоздена руда, фосфати, бакар, фелдспат, злато, боксит, уранијум 
Наводњавано земљиште: 860 км² (2012)
Природне опасности: локалне обилне падавине изазивају периодичне поплаве на висоравни 

## Флора и фауна
И флора и фауна су оне које су карактеристичне за већи део тропске Африке. Све до југа, све до Бенгуеле, обални регион је богат уљаним палмама и мангровама. У северном делу покрајине су густе шуме. На југу према Куненеу налазе се региони густог шикара. Гумене лозе и дрвећа има у изобиљу, али у неким областима њихов број је знатно смањен примитивним методама које су усвојили домаћи сакупљачи каучука. Ландолфије се такође налазе. Биљке кафе, памука и гвинејске паприке су аутохтоне, а биљка дувана цвета у неколико округа. Кора мусуембе се у великој мери користи за штављење коже. Мулундо доноси плод величине лоптице за крикет прекривен тврдом зеленом шкољком и који садржи гримизне коштице попут нара.
Фауна обухвата лава, леопарда, гепарда, слона, жирафу, носорога, нилског коња, бивола, зебру и многе друге врсте антилопа, дивље свиње, ноја и крокодила .  Ангола је раније служила као станиште за угроженог афричког дивљег пса, за којег се сада сматра да је изумрло у целој земљи, настало због људских активности у периоду од 1965. до 1991. године. Међу рибама су мрена, деверика и афричка жута риба.

## Екстремне тачке
Ово је листа крајњих тачака Анголе, тачака које су даље на северу, југу, истоку или западу од било које друге локације.
Ангола
- Најсевернија тачка – неименована тачка на граници са Републиком Конго, провинција Кабинда (анголска ексклава)
- Најисточнија тачка – неименована локација на речном делу границе са Замбијом (северно од града Сапета у Замбији), провинција Моксико
- Најјужнија тачка – на месту где се деоница реке Кунене границе са Намибијом завршава у појасу Каприви (непосредно северно од града Андара у Намибији, провинција Куандо Кубанго
- Најзападнија тачка - острво Баја дос Тигрес, провинција Намибе

Ангола (копно)
- Најсевернија тачка – тачка на граници са Демократском Републиком Конго одмах северозападно од града Луво, провинција Заир
- Најисточнија тачка – неименована тачка на речном делу границе са Замбијом (северно од града Сапета у Замбији), провинција Моксико
- Најјужнија тачка – на месту где се деоница реке Кунене границе са Намибијом завршава у појасу Каприви (непосредно северно од града Андара у Намибији, провинција Куандо Кубанго)
- Најзападнија тачка – неименовани рт западно од Томбуа (Порто Александре), провинција Намибе